# Bernhardi Heights
Bernhardi Heights är en kulle i Antarktis. Den ligger i Östantarktis. Argentina och Storbritannien gör anspråk på området. Toppen på Bernhardi Heights är 1 220 meter över havet.
Terrängen runt Bernhardi Heights är kuperad västerut, men österut är den platt. Trakten är obefolkad. Det finns inga samhällen i närheten. 